# Andrés Calamaro
Andrés Calamaro (Buenos Aires - 22 d'agost de 1961), músic i compositor argentí.

## Biografia

### Inicis
Quan Andrés va celebrar vuit anys demanà de regal un acordió, i més tard un tambor. Malgrat això, amb el temps, es va anar bolcant a la guitarra elèctrica i al piano, l'instrument on ha mostrat major fluïdesa i versatilitat.
Anys després, pescant taurons a Uruguai, Andrés escoltà la seva primera oferta de treball: un grup musical, ja en les seves hores baixes, necessitava un canvi en els teclats, i fou llavors quan un joveníssim Andrés sortí a les carreteres per primera vegada.
Un temps després, es llaurà el seu propi futur, i fou a una audició per entrar en el grup Raíces, i entre els crits del Mundial de futbol, i els tambors del candombe, donà les seves primeres passes en el latin jazz, sent detingut per la policia de la dictadura. Calamaro debutà oficialment com a músic amb el disc d'aquest grup: B.O.V. Dombe.
Provà sort en boites, amb Los Plateros, tocà amb integrants d'una secta religiosa, i a tot arreu on pogués tocar un teclat, fins que, en els primers mesos de la dècada dels vuitanta, rebé la trucada que canviaria el seu destí: Miguel Abuelo, acabat d'aterra de l'illa d'Eivissa.
Amb Los Abuelos de la Nada trobà el seu lloc, tan desitjat, en l'olimp crioll del rock argentí, eren els primers anys vuitanta. Los Abuelos eren un combinat de poesia, funky, carretera i harmonies, format per sis músics de talent i personalitat, entre els quals estaven el productor i baix Cachorro López, el cantant de tangos Daniel Melingo i el ja mencionat Abuelo, Miguel Ángel Peralta.
A mitjans de dècada, i amb dos discs en solitari publicats (Hotel Calamaro, 1984, i Vida Cruel, 1986), Los Abuelos de la Nada es dissolen i Andrés continua sent assidu als estudis d'enregistrament, amb una prometedora carrera de producció musical, que inclou el disc que consagrà a Los Fabulosos Cadillac, entre altres gravacions realitzades entre Buenos Aires i Mèxic.
Conduint el seu propi programa de ràdio ("Bienvenidos al Hotel"), coneix a Ariel Rot i creen una societat musical per gravar llavors, dos discs solitaris d'Andrés i sortir a les carreteres de l'Argentina. Escullen intertar-ho a Espanya el 1990 i refundar-se amb el nom de Los Rodríguez, amb el desaparegut Julián Infante, l'igualment estimat Guillermo Martín, i un bateria anomenat Germán Dukakis.

### Primers discs solistes
En tornar a unir a Los Abuelos de la Nada, Miguel Abuelo convidà al jove Calamaro a participar com a teclista de la banda. Andrés havia rebut la invitació de Gustavo Cerati per integrar una banda que aquest estava formant, i que després seria coneguda com a Soda Stereo, però decidí estar al costat de Miguel Abuelo.
Arribà l'èxit i en els recitals de la banda es congregaven multituds i les ràdios no paraven de passar els temes "Sin gamulán", "Mil horas" i "Costumbres argentinas", entre d'altres, totes creacions del jove Andrés.
El 1984 Calamaro publicà el seu primer treball com solista: Hotel Calamaro, amb producció de Charly García. Amb divergències entre els membres de Los Abuelos de la Nada, Andrés se separava del grup per dedicar-se per complet a la seva pròpia carrera. Poc temps després es publicava el seu segon treball com solista, Vida Cruel, recolzat per una important selecció de músics, ja que ell no comptava amb una banda estable per les seves presentacions i enregistraments. El disc obtingué molt mala crítica.
Després d'un any, Andrés decidí canviar el seu rumb musical i tornà al seu primer amor, el rock and roll. Això es reflectí en un nou treball de l'artista: Por mirarte, amb molt bona acollida per la crítica però baixes vendes. Entre els temes més destacats del disc destaquen "Loco por ti" (compuesta por Sergio Makaroff), "Cartas sin marcar" (escrita a mitges amb Ariel Rot o "Me olvidé de los demás" (cantada amb León Gieco). El treball trigà a ser editat, però Calamaro no va perdre el temps, car començà a treballar com a productor musical de bandes com Los Fabulosos Cadillacs, Los Enanitos Verdes, Don Cornelio y La Zona (banda liderada per Palo Pandolfo, que després formaria Los Visitantes.
Malgrat l'èxit com a productor musical, Calamaro es trobava més a gust component i tocant els seus propis temes. Conjuntament amb Herrera i Rot, acabat de tornar d'Espanya, formà una nova banda. Andrés i la seva banda enregistraren conjuntament amb diversos músics convidats l'àlbum Nadie sale vivo de aquí.

### Espanya
Amb una situació econòmica no gaire favorable a l'Argentina, a la primavera de 1990 decidí emigrar a Espanya, on s'uní amb Ariel Rot i Julián Infante, dos integrants del grup Tequila, per iniciar un nou projecte musical batejat com Los Rodríguez, paraula amb un significat específic en el vocabulari espanyol (s'anomena rodríguez a l'home que segueix treballant mentre la dona se'n va de vacances amb els fills, fet que li dona llibertat per fer coses que no pot durant la resta de l'any). Després de diversos anys com a solista, Calamaro tornava a formar una banda que acabava la seva formació amb Germán Villela a la bateria i Daniel Zamora en el baix. La banda edità tres àlbums en estudi (Buena suerte, Sin documentos i Palabras más, palabras menos) i un en directe (Disco Pirata).
Buena suerte tingué molt èxit a Buenos Aires. Aquest àlbum contenia el tema "Mi enfermedad", que Diego Maradona, en una versió cantada per Fabiana Cantilo, escollí per fer escoltar al públic present a l'estadi el dia que debutà com a jugador amb Newell's Old Boys, club de la ciutat de Rosario (Argentina). És un tema considerat un clàssic de la música argentina.
Després de Buena Suerte, arribà el segon CD, anomenat Sin documentos, on es troben els dos èxits més importants de la banda: Dulce Condena y Sin documentos.
El tercer disc, Palabras más, palabras menos (1995), fou el major èxit de la banda. Els portà a realitzar diverses gires per Espanya i Llatinoamèrica i els col·locà al cim del rock en espanyol, sempre buscant una nova estètica i incorporant sons diferents al rock com el flamenc i la rumba. Dins d'aquest disc es trobava la cançó "Mucho Mejor", una de les més populars de la banda. A més, contenia un altre, compost per Joaquín Sabina i Andrés, "Todavía una canción de amor". Para no olvidar, un altre dels clàssics de la banda, una cançó amb estil flamenc, La milonga del marinero y el capitán, Aquí no podemos hacerlo (amb ritme reggae) i 10 años después són altres de les bones cançons que convertiren aquest CD en un dels més importants del Rock espanyol.
Andrés Calamaro no podia para de crear, i al mateix temps que tocava amb Los Rodríguez seguia component. Així, edità els dos volums de la sèrie Grabaciones encontradas, que inclouen, tal com reflecteix el títol, enregistraments trobats en baguls, mobles de la casa dels seus pares i temes en els quals el músic éa acompanyat per personatges com Luca Prodan, vocalista de Sumo. Entre elles destaca "Buena suerte y hasta luego", cançó que Andrés reserva en els seus concerts als seus seguidors més acèrrims.
Però l'activitat amb Los Rodríguez continua a un ritme ferotge. Van publicar Palabras más, palabras menos el 1995 i un any després acordaren separar-se, encara que abans varen recopilar els seus millors temes, alguns enregistrats en estudi i d'altres en viu. Aquest àlbum recopilatori es batejà com Hasta luego, consolidant la banda pel que fa a vendes entre el públic espanyol, que va poder acomiadar-los en concert, acompanyats de Joaquín Sabina.

### De nou en solitari
Ja el 1997, quan l'èxit amb Los Rodríguez ja s'havia apaivagat, Calamaro inicià un nou projecte que el duria als Estats Units. En aquest país enregistrà, junts a músics de sessió, els temes del seu nou treball com a solista, titulat Alta suciedad, amb cançons com "Flaca", "Media Verónica", "Crímenes Perfectos" i "Loco", tema pel qual fou enjudiciat per fer apologia al consum d'haixix. No era el primer judici, perquè durant un concert a la Ciutat de la Plata, un comentari seu "Es una linda noche para fumar un porrito" el portà davant els jutges, d'on fou absolt sense càrrecs. Pràcticament totes les cançons del disc són potencials èxits. El disc superà les 500.000 còpies venudes en tot el món i portà al músic a realitzar un elevat nombre de concerts compartint escenari amb Fito Páez i Joaquín Sabina entre d'altres.
Amb el seu veloç ritme de composició, en un lapse de sis mesos, entre finals de 1998 i mitjans de 1999, més de 100 cançons estaven llestes per ser editades, però per problemes d'espai només se n'editaren 37. Així s'edità Honestidad brutal, fins al moment el disc més llarg de la història del rock argentí i, per alguns crítics, el millor treball de Calamaro. El disc inclou temes com "Paloma", "No tan Buenos Aires", "Con Abuelo" (homenatge a Miguel Abuelo, líder de Los Abuelos de la Nada), "Los aviones", "Son las 9", "Clonazepan y circo" i una versió, amb Virgilio Expósito, del tango "Naranjo en flor". "Paloma" és segurament la cançó més coneguda entre els seguidors de Calamaro. Honestidad Brutal porta a Andrés Calamaro al més alt de l'escena musical, amb el músic engolit pels excesos en què es veu rodejat.
L'Any 2000, després de fer una selecció de 300 temes, de 500 que enregistra, l'artista viatjà a Espanya amb els seus músics (Ciro Fogliata, Guillermo Martín, Candy Caramelo, Gringui Herrera i el "Niño Bruno") i enregistrà les 103 cançons que foren presentades en El salmón, un àlbum històric per la indústria musical per contenir cinc CDs.
Els temes del Salmón tracten de l'amor perdut i de la vida a contracorrent. Tot l'àlbum traspua melangia. Moltes cançons tenen un to d'acomiadament. Fins i tot "Tuyo Siempre", on sembla anunciar la seva retirada temporal dels escenaris. Curiosament, avisa de la seva hipotètica tornada a "¿Nos volveremos a ver?. Gràcies a aquest treball es guanyà l'àlies de "El Salmón", tal com se l'anomena avui en dia.

### 2004-2009

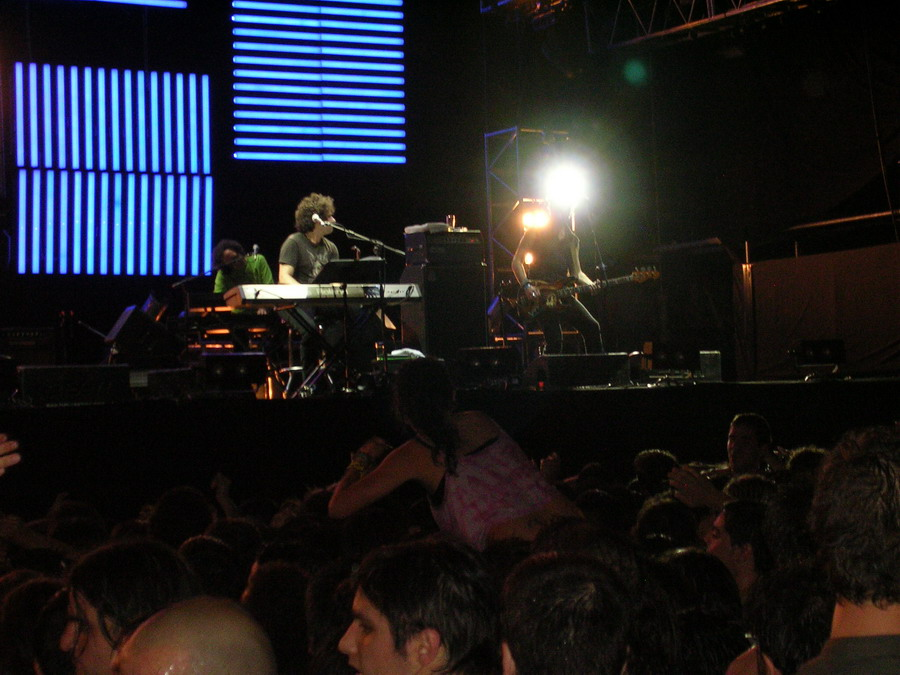
Calamaro durant la gira "Dos Rodriguez" a Buenos Aires el 2006

El músic passà quatre anys sense editar cap mena de material. El buit comercial s'omplí amb participacions esporàdiques, que incloeren èxits com "Para siempre" amb Los Ratones Paranoicos, "Nada fue un error" amb Coti, "Moneda corriente" amb Estelares o "Ranchada de los paraguayos" amb Niño Josele.
A partir d'El salmón, Calamaro es manifestà a favor de la lliure circulació de cançons per la xarxa. "La música es de los que la quieren escuchar y de nadie más". Per recolzar amb l'acció aquesta filosofia oferí als seus fanàtics amb pàgines a Internet el material que ell produïa en estudi domèstic. Aquestes cançons aparegueren primer a Deepcamboya, un lloc batejat amb el nom de l'estudi on l'artista passa hores escrivint cançons. Els materials penjats a la xarxa eren de baixa qualitat sonora, la qual cosa provocà que un grup de seguidors (Camisetas para todos Arxivat 2020-11-01 a Wayback Machine.) remasteritzés el material i, amb permís de Calamaro, deixar-lo disponible a Internet. Per assegurar la qualitat total dels enregistraments, Andrés Calamaro fundà Radio Salmón Vaticano, iniciant una mena de ciberestudi d'enregistrament a sitio web oficial.
El febrer de 2004 edità l'àlbum El cantante, un disc de versions de boleros i temes del cançoner llatinoamericà. A més, Calamaro afegeix tres temes que d'alguna manera estigueren circulant pel web: "Estadio Azteca", "La libertad" i "Las oportunidades". Fou produït per Javier Limón i enregistrat en el seu estudi. Compta amb la partipació de músics com Niño Josele i Jerry González.
A finals d'any es retroba amb els seus vells amics de Bersuit Vergarabat i després d'acompanyar-los en el tancament de la seva gira, s'uneixen per assajar part del repertori de Calamaro.
El 2005, el cantant argentí torna a l'escenari. L'11 de febrer es presenta, secundat per Bersuit Vergarabat, en el festival Siempre Rock celebrat a Cosquin, província de Córdoba. L'emoció del públic obligà a Calamaro a pujar de nou a un escenari, però aquest cop a Buenos Aires. Els dies 18, 19 i 20 d'abril, Calamaro trepitjava Luna Park. L'acompanyaven músics com Juanjo Domínguez i Juanse (líder de Los Ratones Paranoicos, amb qui reté homenatge al desaparegut Norberto Napolitano, Pappo, en les cançons "Desconfío" i "Tren de las 16"), Andrés Ciro Martínez (líder de Los Piojos, que aportà l'harmònica i la seva veu a cançons com "Alta suciedad") i, finalment, el seu germà Javier Calamaro. El dia 20, Gustavo Cordera substituí a l'absent Juanjo Domínguez i interpretaren "Estadio Azteca", "Mi tierra" (de Litto Nebbia) i el clàssic de Bersuit "Mi caramelo". Un d'aquests concerts es convertí en el disc El regreso (que serví a l'artista argentí per acabar el seu contracte amb la discogràfica DRO).
El 17 de desembre de 2005 Calamaro, lligat sentimentalment amb l'actriu Julieta Cardinali, es presentà en l'estadi Obras Sanitarias de Buenos Aires davant més de 22.000 espectadors. Aquell mateix any començà a preparar-se un disc tribut a l'artista argentí.
El 22 de maig de 2006 sortí a la venda el disc Tinta roja, compost per deu tangos, produït per Javier Limón i que compta amb la col·laboració del guitarrista espanyol El Niño Josele. Durant la gira, l'acompanyaren el Niño Josele, qui també ho va fer durant la gira d'El cantante, i l'argentí Juanjo Domínguez.
Calamaro triomfà durant l'entrega dels Premios Gardel, una cerimònia realitzada en el teatre Gran Rex de Buenos Aires. Aconseguí el Gardel de Oro i tres distincions pel seu disc El regreso. A més, aconseguí el premi a la millor interpretació de l'any per "Tuyo siempre", al millor àlbum d'artista masculí de rock i al millor disseny de portada, creat per Zona de Obras.
Aquell mateix any, un grup d'artistes reconeguts interpreten versions pròpies de cançons de Calamaro en un disc homenatge anomenat Calamaro Querido! Cantando al Salmón. L'elenc d'aquest disc homenatge inclou a bona part dels històrics del rock argentí com l'Indio Solari, León Gieco, Litto Nebbia, Pedro Aznar, Fabiana Cantilo i Fito Paez, grups com Los Fabulosos Cadillacs, Los Pericos i Los Auténticos Decadentes, y d'altres latituds Joaquín Sabina, Niña Pastori, Julieta Venegas,i el català Muchachito Bombo Infierno.
Des de maig de 2006 fins a finals del mateix any, Calamaro es proposà premiar als més nostàlgics realitzant concerts amb el seu amic, i ex-Rodríguez, Ariel Rot. Les actuacions es realitzaren durant l'estiu del 2006 a Valladolid, Múrcia, Salamanca, Almeria i Bilbao. Posteriorment, en el club ciutat de Buenos Aires oferí dos concerts el 9 i el 10 de desembre, sent aclamat per la crítica.
El dia 21 de novembre de 2006 sortí a la venda El Palacio de las flores, enregistrat amb Litto Nebbia i el seu grup La Luz, i on es recullen algunes cançons de Calamaro ja conegudes per Internet, així com nous temes i d'altres compostos amb Litto Nebbia, així com una versió de "Contigo aprendí" d'Armando Manzanero.
Durant el mes de juliol de 2007, realitza una minigira per Espanya amb Fito Cabrales (ex-cantant de Platero y tu amb el títol de "Dos son multitud" Arxivat 2007-11-16 a Wayback Machine., repassant els èxits d'ambdós artistes. Els concerts es divideixen en una introducció amb ambdós artistes al damunt de l'escenari, després de la qual Calamaro i Fito realitzen independentment el seu repertori, concloent de nou els dos junts. Entre els temes cantats per calamaro es troben autèntiques joies oblidades del seu repertori, com "Lo que no existe más", "Horarios esclavos" o "Crucifícame".
Paral·lelament a la minigira amb Fito & Fitipaldis, es confirmà la sortida al mercat del darrer disc fins al moment, "La Lengua Popular", l'11 de setembre de 2007. El primer senzill de l'LP, "Cinco minutos más (minibar)" trenca de nou amb el Calamaro al que estem acostumats, amb uns ritmes influenciats per Cachorro López, productor del disc. El segon single escollit és "Carnaval de Brasil". La gira comença a Santiago de Xile el 9 de desembre de 2007 davant 10.000 espectadors.
L'any 2008 "El Salmón" es reuneix amb la seva banda Raíces, 30 anys després de la seva primera producció, per enregistrar un nou disc amb versions del clàssic "B.O.V Dombe". El mes de març, Andrés Calamaro guanya per segona vegada el premi Carlos Gardel d'or, a més de quedar-se amb altres cinc premis: artista de rock, disseny de portada, cançó de l'any, videoclip i àlbum de l'any, tots pel seu disc "La lengua popular".
El gener de 2009, i amb la celebració dels 10 anys de la revista "efe eme", Andrés Calamaro ofereix el disc inèdit "Nada se pierde", carregat de temes desconeguts fins a la data i amb versions d'artistes com Bob Marley, Sumo, Moris, Luís Alberto Spinetta o Elvis Presley (I can't help falling in love).
A l'edició del 2009 dels Grammy Llatins, Calamaro és reconegut amb el premi a Millor àlbum rock vocal pel seu disc "La llengua popular".
A mitjans d'any es coneix el proper llançament de la primera Antologia del cantant, titulada Andrés (Obras incompletas). S'inclouen les millors cançons dels seus darrers 10 anys de vida artística, una selecció de versions d'altres músics i l'enregistrament de 36 temes inèdits de l'època post-salmón escollits pel mateix Calamaro. El músic reinicia una nova gira de 20 concerts que el durà a espanya, Argentina, Mèxic i Xile, on alterna temes oblidats amb d'altres mai tocats en viu, incloent "Por mirarte", "Para seguir", "La mirada del adiós", "Mil Horas", "Cada una de tus Cosas", "Mi enfermedad" i l'inèdit "El Perro".
Calamaro conclou la gira 2009 amb dos concerts a Buenos Aires el 12 i 13 de desembre en el Club Ciudad i el Luna Park, reunint al voltant de 50.000 persones. En aquests concerts participen artistes convidats, com Fito Páez a "Crímenes Perfectos", "Canal 69" i "Paloma"; Pedro Aznar a "Naranjo en Flor" i "Media Verónica" i David Lebón a "Alta Suciedad", "Seminare" i "Paloma".
S'espera un nou disc del solista argentí el proper any 2010.

## Influència
La influència d'Andrés en el panorama musical espanyol és inqüestionable. Forma conjuntament a Enrique Bunbury, Joaquín Sabina, Fito Páez, Mikel Erentxun o Jaime Urrutia un elenc d'artistes consagrats. La seva influència no és fàcil de descriure, però el seu èxit es veu reflectit en les llistes radiofòniques.
Com a mostra de la seva influència es pot veure al jove compositor Quique González, qui en el seu disc "Ajuste de Cuentas" cita una estrofa de "Paloma": "Mi vida fuimos a volar con un sólo paracaídas, uno solo va a quedar volando a la deriva" junt a Enrique Bunbury en forma d'homenatge a Calamaro. Els segons inicials d'aquesta mateixa cançó apareixen també a "Santadrenalina" de Piratas, que figura en el seu disc Respuestas. Un altre exemple de la influència d'Andrés es troba en el cantautor català Rubén Pozo apodat com "El chico con la espina en el costado" que pren el nom de la cançó de Calamaro "Eclipsado". D'altra banda cal destacar que d'entre les seves cançons més conegudes i que més vegades toca amb èxit en els seus concerts, són "Media Verónica", "Crímenes Perfectos" o "Paloma", les quals no foren èxit comercial en el seu moment.

## Discografia

### Raíces
- B.O.V. Dombe (1978)

### Los Abuelos de la Nada
- Los Abuelos de la Nada (1982)
- Vasos y Besos (1983)
- Himno de mi corazón (1984)
- En directo desde el Ópera (Directe 1985)

### Los Rodríguez
- Buena suerte (1991)
- Disco pirata (Directe 1992)
- Sin documentos (1993)
- Palabras más, palabras menos (1995)
- Hasta luego (Recopilació 1996)
- Para no olvidar (Recopilació 2002)

### En solitari
- Hotel Calamaro (1984)
- Vida Cruel (1985)
- Por Mirarte (1988)
- Live en Ayacucho '88 (1994)
- Nadie Sale Vivo de Aquí (1989)
- Grabaciones Encontradas Vol. 1 (1994)
- Caballos Salvajes (BSO de la pel·lícula 1995)
- Grabaciones Encontradas Vol. 2 (1996)
- Alta Suciedad (1997)
- Ineditos + Rarezas + Canciones (1998)
- Honestidad Brutal (1999)
- Alta Suciedad (Collector Series) (1999)
- El Salmón (2000)
- El Cantante (2004)
- El Regreso (2005)
- Made in Argentina (2005)
- Tinta Roja (2006)
- El Palacio de las Flores (2006)
- La Lengua Popular (2007)
- Nada se Pierde (2009)
- On the Rock (2010)
- Salmonalipsis now (2011)
- Bohemio (2013)

### Recopilatoris
- El Album (1988)
- Calamaro Completo (1997)
- Lo Mejor de Andrés Calamaro (2001)
- Duetos (2001)
- Calamaro Querido (Cantando al Salmón) 1 (2006)
- Calamaro Querido (Cantando al Salmón) 2 (2006)